# Metabolismo del calcio
El metabolismo del calcio u homeostasis del calcio es el mecanismo por el cual el organismo mantiene adecuados niveles de calcio. Alteraciones en este metabolismo conducen al hipercalcemia e hipocalcemia, que pueden obtener importantes consecuencias para nuestra salud.

Calcio.

## Localización y cantidad
El calcio es el mineral más abundante en el cuerpo humano. Un adulto por término medio tiene alrededor de 1 kg, un 99 % del cual se encuentra en el esqueleto en forma de cristales de hidroxiapatita, mientras que el interior de las células alberga un 1%. El fluido extracelular contiene alrededor de 22,5 mmol (0,1%), de los cuales alrededor de 9 mmol están en el suero. Aproximadamente 500 mmol de calcio son intercambiados entre el hueso y el líquido extracelular en un día

## Valores normales
La calcemia (nivel de calcio en sangre) está estrechamente regulada con unos valores de calcio total entre 2,2-2,6 mmol/L (9-10,5 mg/dL), y una calcio ionizado de 1,1-1,4 mmol/L (4,5-5,6 mg/dL). La cantidad de calcio total varía con el nivel de albúmina, proteína a la que el calcio está unida. El efecto biológico del calcio está determinado por el calcio ionizado, más que por el calcio total. El calcio ionizado no varía con el nivel de albúmina.

### Nivel de calcio corregido
Se puede derivar un  nivel correcto de calcio, cuando la albúmina es anormal. Da un nivel estimado del nivel de calcio correcto si la albúmina fuera normal.
Según esta fórmula, se debe aumentar el calcio total en 0,8 mg por cada g de albúmina que falta para llegar al nivel medio de albúmina por dL de suero.
{\displaystyle {\text{Calcio corregido }}(\mathrm {mg/dL} )=(4{,}0-{\text{albúmina sérica }}[\mathrm {g/dL} ])\times 0{,}8+{\text{Ca total }}(\mathrm {mg/dL} )}
donde 4,0 representa la media del nivel de albúmina.
Cuando hay una hipoalbuminemia (nivel bajo de albúmina), el calcio corregido es más alto que el calcio total.

## Efectos sobre el organismo

### Eliminación
El riñón filtra alrededor de 250 mmol/día, y reabsorbe 245 mmol, lo que da una pérdida total neta de aproximadamente 5 mmol/L. Además el riñón metaboliza la vitamina D a la forma activa calcitriol, que es más efectiva en la absorción intestinal. Ambos procesos están estimulados por la parathormona (PTH).

### Papel del hueso
Aunque el flujo de calcio desde y hacia el hueso es neutral, alrededor de 5 mmol de tiene un turn over diario. El hueso sirve como un importante punto de partida para el almacenamiento de calcio, ya que contiene el 99 % del calcio del cuerpo. El calcio es liberado del hueso por la hormona paratiroidea (PTH). La calcitonina estimula la incorporación de calcio en los huesos, si bien este proceso es en gran medida independiente de la calcitonina.
El bajo consumo de calcio también puede ser un factor de riesgo en el desarrollo de la osteoporosis. En un metaanálisis, los autores encontraron que sólo dos de los 52 estudios que examinaron mostraron que la ingesta de calcio no promueve un mejor equilibrio óseo. Con un buen balance de calcio óseo, el riesgo de osteoporosis es bajo.

## Órganos reguladores
El calcio está regulado principalmente por las acciones de la vitamina D, la hormona paratiroidea y la calcitonina.
El único verdadero órgano regulador es la glándula paratiroides. Las glándulas paratiroides están ubicadas detrás del cartílago tiroides, y producen la hormona paratiroidea en respuesta a los bajos niveles de calcio.
Las células parafoliculares de la tiroides producen calcitonina en respuesta a los elevados niveles de calcio, pero su importancia es mucho menor que el de la parathormona (PTH).

## Patología
La hipocalcemia y la hipercalcemia son, ambas, graves trastornos médicos.
la osteodistrofia renal es una consecuencia de la insuficiencia renal crónica relacionadas con el metabolismo del calcio.
La osteoporosis y la osteomalacia se han vinculado a los trastornos en el metabolismo del calcio.

## Investigación en la prevención del cáncer
El papel que el calcio podría tener en la reducción de las tasas de cáncer colorrectal ha sido objeto de muchos estudios. Sin embargo, habida cuenta de su modesta eficacia, actualmente no hay una recomendación médica para el uso de calcio para la reducción del cáncer.
Varios estudios epidemiológicos sugieren que las personas con alta ingesta de calcio tienen un menor riesgo de cáncer colorrectal. Estas observaciones han sido confirmadas por los estudios experimentales realizados en voluntarios sanos y en los roedores. Un ensayo clínico a gran escala muestra que 1,2 g de calcio reduce cada día, modestamente, en la recurrencia de pólipos intestinales en voluntarios